# 장성 원덕리 미륵석불
장성 원덕리 미륵석불(長城 院德里 彌勒石佛)은 전라남도 장성군 북이면에 있는 돌기둥 모양의 석불이다. 1972년 1월 29일 전라남도의 유형문화재 제13호로 지정되었다.

## 개요
돌기둥 모양의 이 석불은 가슴 아래의 몸체를 먼저 만든 뒤, 그 위로 가슴부터 머리까지는 다른 돌을 얹어 조각하였으며 얼굴·손·옷주름 등을 간략히 표현하였다.
머리에는 8각의 넓은 보관(寶冠)을 쓰고 있으며, 큼직한 사각형의 얼굴은 커다란 눈, 뭉툭한 코, 두터운 입술 등의 표현으로 자비스러운 부처의 모습보다는 석장승과 같은 토속적인 수호신의 표정을 짓고 있다. 입체감 없는 신체는 왼손은 가슴에 대고 오른손은 내린 모습으로 얼어붙은 듯 경직되었다. 양 어깨를 감싸고 있는 옷은 앞면에만 주름이 표현되었는데, 가슴 아래부터는 반복적인 선으로 돋을새김했다.
근엄한 인상보다는 토속미 넘치는 친근한 인상을 주는 작품으로 만들어진 연대는 고려말이나 조선초로 추정된다.

## 참고 자료
- 장성원덕리미륵석불 - 국가유산청 국가유산포털